# Mariana de Velasco y Ayala
Mariana de Velasco y Ayala fue una noble española del siglo XVII.
Era hija primogénita de Bernardino de Velasco Rojas y Ayala,  VII conde de Fuensalida, y su primera esposa Isabel de Velasco Benavides y Mendoza, dama de la reina Isabel de Borbón. Fue hermana de Isabel de Velasco, menina de la reina Mariana de Austria. 
Se casó con Pedro Andrés Gúzman y Portocarrero, V  marqués de la Algaba. En 1678 se trasladó junto a su esposo a Orán al ser nombrado este gobernador de dicha plaza; en marzo de 1681 quedó viuda tras el fallecimiento de su cónyuge en combate, por lo que la guarnición de Oran la nombró gobernadora de la plaza, puesto que desempeñó hasta la llegada del nuevo capitán general el 12 de abril de 1681. Posteriormente se trasladó a Sevilla e ingresó como monja en la casa profesa de los jesuitas. Permaneció en el convento hasta su fallecimiento el 3 de enero de 1699.